# Ново-Делчево
Но́во-Де́лчево (болг. Ново Делчево) — село в Благоєвградській області Болгарії. Входить до складу общини Санданський.

## Історія
У селі живуть нащадки відомого македонського повстанця Гоце Делчева. У центрі села є пам'ятник революціонеру.

## Населення
За даними перепису населення 2011 року у селі проживала 1171 особа.
Національний склад населення села:
| Національність   | Кількість осіб | Відсоток |
| ---------------- | -------------- | -------- |
| болгари          | 1154           | 99,3%    |
| інша             | 6              | 0,5%     |
| Всього відповіли | 1162           |          |

Розподіл населення за віком у 2011 році:
Динаміка населення: